# بنیک تومانیان
بنیک یسایی تومانیان (ارمنی: Բենիկ Եսայու Թումանյան؛  زادهٔ ۱ مهٔ ۱۹۱۷ - درگذشته ۱۰ فوریهٔ ۱۹۸۰) یک اخترشناس و استاد اهل ارمنستان بود.

## زندگی‌نامه
در ۱ مهٔ ۱۹۱۷ در روستای دسق به دنیا آمد و از دانشگاه دولتی ایروان (۱۹۴۰) فارغ‌التحصیل شد. وی در دانشگاه دولتی ایروان فعالیت می‌کرد.  وی همچنین برنده دانشمند شایسته ارمنستان شوروی شده است. وی در ۱۰ فوریهٔ ۱۹۸۰ در سن ۶۲ سالگی در ایروان درگذشت.

## یادداشت
1. ↑  ֆիզիկամաթեմատիկական գիտությունների դոկտոր